# 오카모토 노부히코
오카모토 노부히코(岡本信彦, 1986년 10월 24일~)는 일본의 남자 성우이다. 일본 도쿄 출생이다.

## 출연작
※ 굵은 글씨는 주인공 또는 주요 인물

### TV 애니메이션
2006년
- 고스트 헌트 (존 브라운)

2007년
- sola (모리모야 요리토)
- 수호캐릭터 (무사시)

2008년
- 어떤 마술의 금서목록 (액셀러레이터)

2009년
- 첫사랑 한정 (테라이 하루토)
- 강각의 레기오스 (레이폰 아르세이프)
- 내일의 요이치 (카라스마 요이치)
- 성검의 블랙스미스 (루크 에인즈워스)
- 꿈빛 파티시엘 ("'카시노 마코토/원가온"')

2010년
- 회장님은 메이드사마 (우스이 타쿠미)
- 오오카미 카쿠시 (츠무하나 잇세이)
- 시귀 (무토 토오루)
- 바보와 시험과 소환수 (히라가 겐지)
- 누라리횬의 손자 (이누가미)
- 전설의 용자의 전설 (리레 링클)
- 축복의 캄파넬라 (레스터 메이크래프트)
- 길 잃은 고양이 오버런 (츠즈키 타쿠미)
- 소녀요괴 자쿠로 (마메조)
- 바쿠만 (니즈마 에이지)
- 어떤 마술의 금서목록 2 (액셀러레이터)

2011년
- 꿈을 먹는 메리 (후지와라 유메지)
- 청의 엑소시스트 (오쿠무라 린)
- 세계 제일의 첫사랑 (키사 쇼타)
- 신의 인형 (쿠가 쿄헤이)
- TIGER & BUNNY (이반 카렐린)
- 라스트 엑자일 -은빛 날개의 팜- (요한)

2012년
- 남자 고교생의 일상 (미츠오)
- 길티 크라운 (키도 켄지)
- 여기저기 (오토나시 이오)
- 언덕길의 아폴론 (마츠오카 세이지)
- 오늘부터 신령님 (미즈키)
- 코드 브레이커 (오오가미 레이)
- 이나즈마일레븐 go 크로노스톤 (사류 에반)

2013년
- 어떤 과학의 초전자포 S (액셀러레이터)
- 새벽의 연화 (신아)

2014년
- 하이큐 (니시노야 유우)
- 월간순정 노자키군 (미코시바 미코토)

2015년
- 암살교실 (아카바네 카르마)
- 빨강머리 백설공주 (오비)
- 종말의 세라프 (사오토메 요이치)

2016년
- 하이큐!! (니시노야 유우)
- 프린스 오브 스트라이드 얼터너티브 (후지와라 타케루)
- 나의 히어로 아카데미아 (바쿠고 카츠키)
- 첫사랑 몬스터 (시노하라 코타)
- 암살교실 2기 (아카바네 카르마)

2018년
- 살육의 천사 (잭)

2019년
- 귀멸의 칼날 (시나즈가와 겐야)

2023년
- 제물공주와 짐승의 왕 (오세롯드)

2024년
- 장송의 프리렌 (힘멜)

### 극장판 애니메이션
2018년
- 나의 히어로 아카데미아 더 무비: 두 명의 히어로 (바쿠고 카츠키)

2020년
- 귀멸의 칼날: 나타구모산 편 (시나즈가와 겐야)

2024년
- 극장판 하이큐!! 쓰레기장의 결전 (니시노아 유)

2025년
- 킹 오브 프리즘 -유어 엔드리스 콜- 모두 빛나라! 프리즘 투어즈 (와타루)

### CD

#### 드라마 CD
- 기교소녀는 상처받지 않아 문고4권&코믹1권 특장판CD (로키)

### 게임
2015
- 하얀고양이 프로젝트 (다릴 킬 브릿지)